# Sergio Alguacil
Sergio Alguacil (Madrid, 12 de agosto de 1999) es un actor y modelo español. Es conocido por sus interpretaciones en producciones como Slasher (2023), Servir y proteger (2020) y 17 minutos con Nora (2021).

## Biografía
Sergio Alguacil comenzó su carrera interpretativa a los 19 años en la serie de Disney Channel C.R.A.K.S., donde interpretó a Salva. Posteriormente, se formó en interpretación en la escuela Primera Toma de Madrid. Su trayectoria incluye participaciones en series como Servir y proteger (TVE) y Por H o por B (HBO España).
En 2023, protagonizó la película de terror Slasher, dirigida por Alberto Armas, donde interpretó a Julio, un joven que hereda la máscara y la vocación asesina de su padre. La película se rodó en diversas localidades de Córdoba y se estrenó en cines en junio de 2023.
En una entrevista con la revista Folie, Alguacil expresó: Quiero elegir mis papeles y mi carrera.

## Filmografía

### Cine
| Año  | Título               | Rol         | Notas        |
| ---- | -------------------- | ----------- | ------------ |
| 2023 | Slasher              | Julio       | Protagonista |
| 2022 | El instante decisivo | Desconocido |              |
| 2021 | 17 minutos con Nora  | Alberto     | Cortometraje |

### Televisión
| Año  | Título            | Rol         | Notas      |
| ---- | ----------------- | ----------- | ---------- |
| 2020 | Por H o por B     | Desconocido | Episódico  |
| 2020 | Servir y proteger | Cristian    | Recurrente |
| 2018 | C.R.A.K.S.        | Salva       | Recurrente |

## Premios y reconocimientos
- Premio al Mejor Actor en el Festival Internacional de Cine de Terror Caligari por su papel en Slasher (2023).[6]
- Incluido en el top 5 de los hombres más elegantes de España en 2024, junto al Rey Felipe VI, según el ranking de La Razón.[7]